# Contarinia sambucifoliae
Contarinia sambucifoliae är en tvåvingeart som beskrevs av Ephraim Porter Felt 1907. Contarinia sambucifoliae ingår i släktet Contarinia och familjen gallmyggor. Inga underarter finns listade i Catalogue of Life.